# Jean Louis Baudelocque

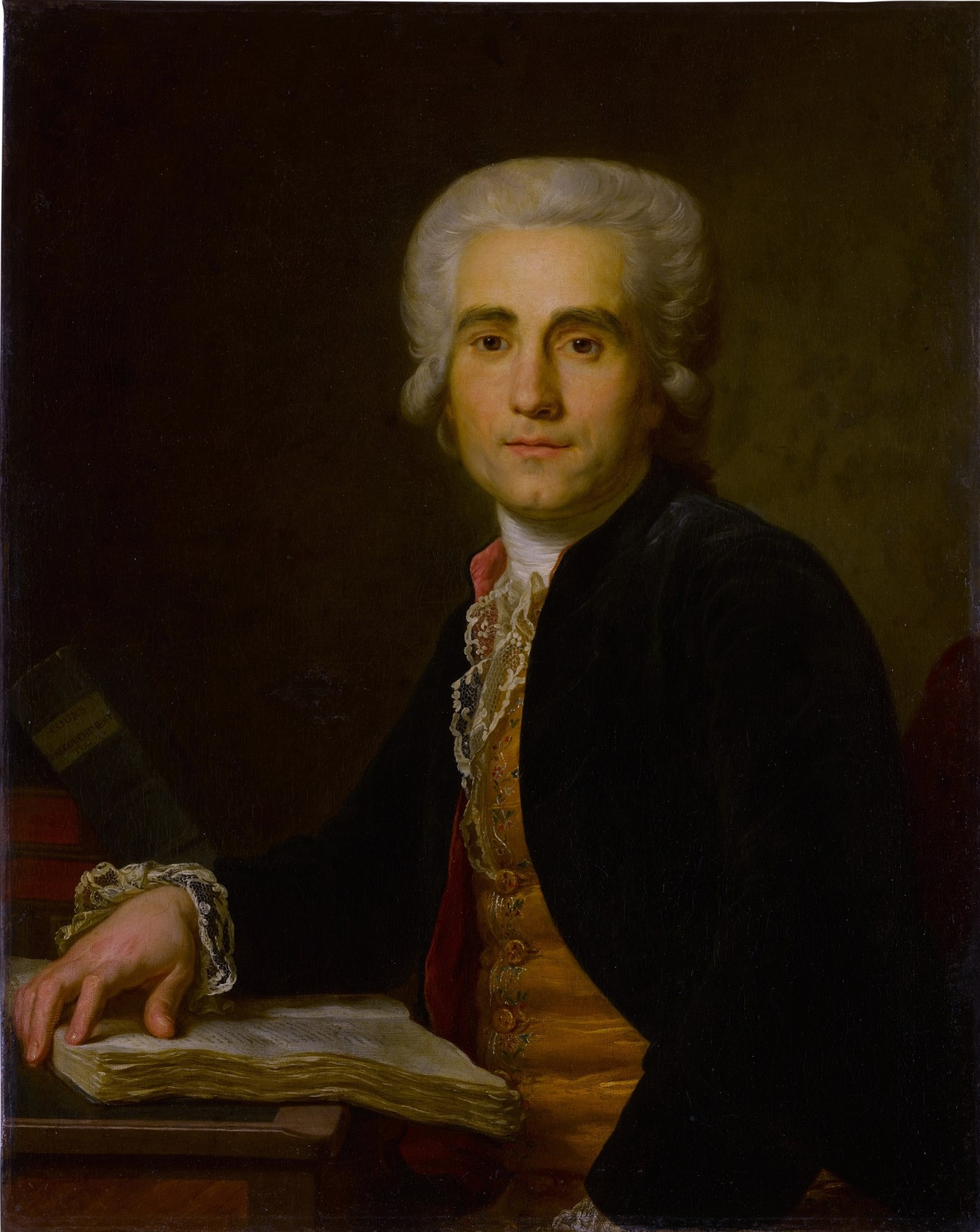
Jean-Louis Baudelocque

Jean Louis Baudelocque, född den 30 november 1746 i Heilly i Picardie, död den 2 maj 1810, var en fransk läkare.
Baudelocque studerade i Paris barnförlossningskonst under Solayrès och blev 1776 ledamot av Collège de chirurgie. Vid den 1798 inrättade École de santé anställdes Baudelocque såsom professor i obstetrik och blev på samma gång överläkare vid barnbördshuset Maternité, där han handhade barnmorskeundervisningen. 
Baudelocque var obestridligen sin tids bäste lärare i barnförlossningskonst. Hans huvudarbete är läroboken Principes des accouchements (1775; femte upplagan 1821). Dessutom skrev han en mycket spridd lärobok för barnmorskor samt många smärre avhandlingar.